# Nola (Italië)
Nola is een Italiaanse gemeente, onderdeel van de metropolitane stad Napels, wat voor 2015 nog de provincie Napels was (regio Campanië) en telt 33.784 inwoners (01-01-2024). De oppervlakte bedraagt 39,19 km², de bevolkingsdichtheid is 862,10 inwoners per km². Jaarlijks vindt er het Festa dei Gigli plaats, dat oorspronkelijk een processie was voor Paulinus van Nola. Net zoals in veel delen van Campanië is ook in Nola de Camorra diepgeworteld aanwezig.
De volgende frazioni maken deel uit van de gemeente: Piazzolla, Polvica.

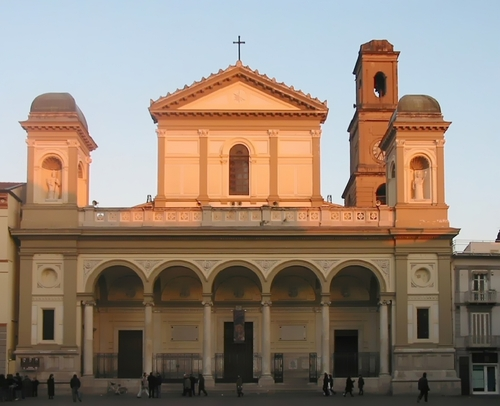
kerk van Nola
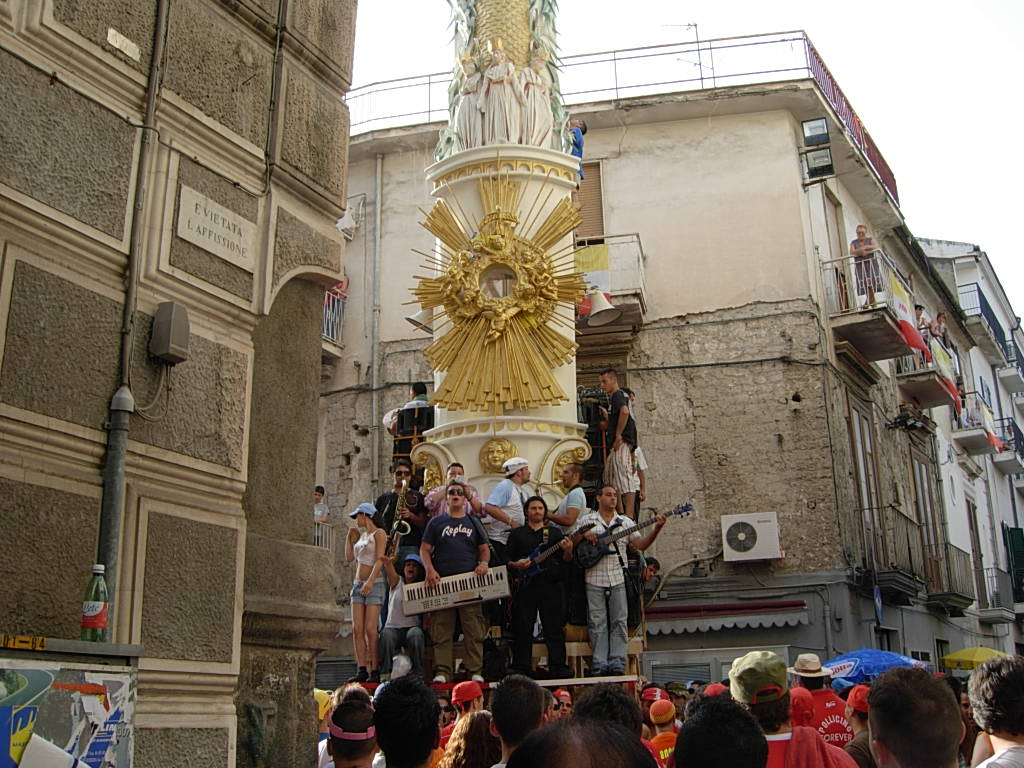

## Demografie
Nola telde in 2016 11.841 woningen. Het aantal inwoners steeg in de periode 1991-2001 met 0,4% volgens cijfers uit de tienjaarlijkse volkstellingen van ISTAT.
| Jaar | Inwoneraantal |
| ---- | ------------- |
| 1991 | 32.613        |
| 2001 | 32.730        |
| 2002 | 32.784        |
| 2022 | 33.622        |
| 2024 | 33.784        |

## Geografie
Nola grenst aan de volgende gemeenten: Acerra, Camposano, Casamarciano, Cicciano, Cimitile, Liveri, Marigliano, Ottaviano, Palma Campania, Roccarainola, San Felice a Cancello (CE), San Gennaro Vesuviano, San Paolo Bel Sito, San Vitaliano, Saviano, Scisciano, Somma Vesuviana, Visciano.

## Geschiedenis
Tussen 216 en 214 v.Chr., tijdens de Tweede Punische Oorlog, deed Hannibal drie pogingen de stad te veroveren, die alle drie mislukten.
Op 19 augustus 14 na Chr. overleed de princeps Imperator Caesar Augustus te Nola. Hij zou opgevolgd worden door zijn adoptiezoon Tiberius Julius Caesar.
In 2007 werd het handelscentrum Vulcano buono geopend, een bouwwerk in de vorm van de Vesuvius.

## Geboren
- Lucio Sassi (1521-1604), kerkjurist en kardinaal
- Giordano Bruno (1548-1600), filosoof, priester, vrijdenker en kosmoloog
- Pasquale Russo (1947), maffiabaas